# Nana Mchedlidze
Nana Mchedlidze (en georgiano: ნანა მჭედლიძე, en ruso: Нана Мчедлидзе; 20 de marzo de 1926 - 29 de marzo de 2016) fue una actriz, directora de cine y guionista soviética y georgiana.
De 1950 a 1954 fue actriz en el Teatro Tbilisi Rustaveli. Después de 1957 fue directora del estudio de cine Georgia-Film.
Su película de 1975, La primera golondrina (Pirveli mertskhali), ganó el gran premio del festival de cine georgiano celebrado en Batumi en 1976. Esta comedia retrata a un equipo de aficionados al fútbol antecesor del famosos "Dinamo" de Tibilisi.
Se convirtió en Artista del Pueblo de la República Socialista Soviética de Georgia en 1983.